# Schoenerupa
Schoenerupa is een geslacht van vlinders van de familie van de grasmotten (Crambidae), uit de onderfamilie van de Erupinae. De wetenschappelijke naam en de beschrijving van dit geslacht werden voor het eerst in 1919 gepubliceerd door George Francis Hampson. 
Dit geslacht is monotypisch, dat wil zeggen dat het maar één soort heeft namelijk Schoenerupa thermantis Hampson, 1919, die ook de typesoort is.